# Замбийско-российские отношения
Замбийско-российские отношения — двусторонние дипломатические отношения между Замбией и Россией. Советский Союз установил дипломатические отношения с Замбией 30 октября 1964 года. Послом России в Замбии является Азим Алаудинович Ярахмедов.

## Советско-замбийские отношения
Президент Замбии Кеннет Дэвид Каунда посещал с государственными визитами Советский Союз в 1974 и 1987 годах.

## Российско-замбийские отношения

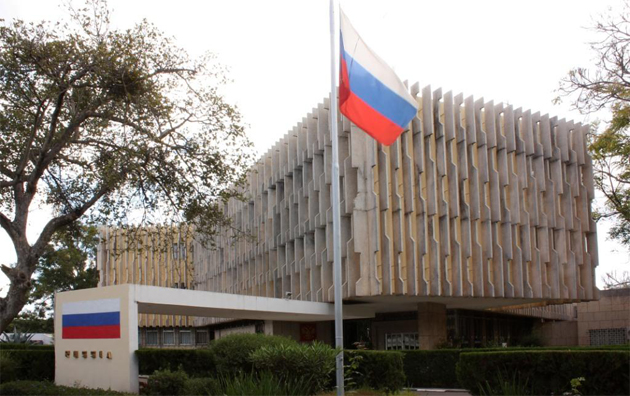
Российское посольство в Лусаке

31 декабря 1991 года Замбия признала Российскую Федерацию в качестве государства-преемника Советского Союза, после последнего роспуска. Импульс развитию традиционно дружественного политического диалога придал инициированный российской стороной в августе 2012 года обмен посланиями между Президентом Российской Федерации Владимиром Путиным и Президентом Республики Замбии М. Сатой. Главы государств выразили обоюдный настрой на наращивание двустороннего сотрудничества с акцентом на его экономическую составляющую.